# Calceolaria lanigera
Calceolaria lanigera är en toffelblomsväxtart som beskrevs av Rodolfo Amando Philippi. Calceolaria lanigera ingår i släktet toffelblommor, och familjen toffelblomsväxter. Inga underarter finns listade i Catalogue of Life.